# Hwarangdo
Hwa Rang Do eller Hwarangdo (화랑도) är en koreansk kampsport, skapad av bröderna Joo Bang Lee och  Joo Sang Lee. Denna stridskonst lär ut kumite-tekniker, vapentekniker, andlig träning, intellektuell utvidgning och konstnärliga värv. Dess tekniska struktur är mycket avancerad.
Namnet Hwa Rang Do är koreanska för "De blomstrande knektarnas väg". Den var uppkallad efter Hwarang, en buddhistisk elitungdomsorden i Sillariket under tiden för Koreas tre kungariken, i vad som i dag är Korea. Hwarang var, i princip frivillaga barnsoldater, som bestod av äldre barn, tonåringar, och unga vuxna, vilka i regel kom från aristokratiska familjer. De utbildades i  konstnärliga, akademiska och militära  studieområden.